# 小寺沟镇
小寺沟镇，是中华人民共和国河北省承德市平泉市下辖的一个乡镇级行政单位。

## 行政区划
小寺沟镇下辖以下地区：
小寺沟村、万杖子村、黑山口社区村、趟道新村、姚杖子村、南三家村、桥西村、苏子沟村、雅图沟社区村、袁家店村、河沟子村、水泉村、胡杖子村和凤山新村。